# Disophrys ruberrima
Disophrys ruberrima är en stekelart som beskrevs av Turner 1918. Disophrys ruberrima ingår i släktet Disophrys och familjen bracksteklar. Inga underarter finns listade i Catalogue of Life.